# FSFAB Cadre-45/2-Weltmeisterschaft 1908/1

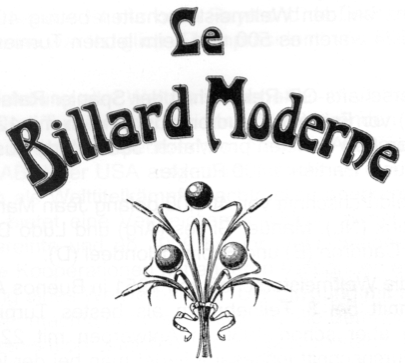
Emblem der FSFAB

Paris

Die FSFAB Weltmeisterschaften im Cadre 35/2 und 45/2 1908/1 war die 3. Cadre 45/2 Weltmeisterschaft der Amateure der FSFAB. Das Turnier fand vom 3. bis zum 10. April 1908 in Paris, Frankreich, statt. Parallel zu denen der FSFAB wurden auch Weltmeisterschaften der Fédération Française de Billard (FFB) ausgetragen.

## Geschichte
Das Turnier wurde auf dem Matchbillard mit 45 cm Abstrich der Cadrefelder ausgetragen. Damit war es dritte Cadre 45/2 Weltmeisterschaft. Sieger wurde der Franzose Alfred Mortier. Der Titelverteidiger Lucien Rérolle musste sich nach vier WM-Siegen mit der Silbermedaille zufriedengeben.

## Turniermodus
Das ganze Turnier wurde im Round Robin System bis 400 Punkte gespielt.
1. MP = Matchpunkte
2. GD = Generaldurchschnitt
3. HS = Höchstserie

## Abschlusstabelle
| MP    | Match Points (Sieger = 2; Unentschieden = 1; Verlierer = 0) |
| Pkte. | Erzielte Karambolagen                                       |
| Aufn. | Benötigte Versuche                                          |
| GD    | Generaldurchschnitt                                         |
| BED   | Bester Einzeldurchschnitt eines Spielers                    |
| HS    | Höchstserie                                                 |
|       | Bester GD des Turniers                                      |
|       | Bester ED des Turniers                                      |
|       | Beste HS des Turniers                                       |
|       | 1. Platz (Gold)                                             |
|       | 2. Platz (Silber)                                           |
|       | 3. Platz (Bronze)                                           |

| Platz | Name               | MP   | GD    | BED   | HS  |
| ----- | ------------------ | ---- | ----- | ----- | --- |
| 1     | Alfred Mortier     | 10:0 | 16,26 | 25,00 | 118 |
| 2     | Lucien Rérolle     | 8:2  | 14,02 | 20,00 | 175 |
| 3     | Henri Blanc        | 6:4  | 11,79 | 22,22 | 98  |
| 4     | Charles Darantière | 4:6  | 13,59 | 21,05 | 121 |
| 5     | Raymond de Drée    | 2:8  | 7,94  | 7,54  | 79  |
| 6     | Labouret           | 0:10 | 6,37  | –     | 58  |